# Faith (ER)
Faith is de zestiende aflevering van het derde seizoen van de televisieserie ER, die voor het eerst werd uitgezonden op 20 februari 1997.

## Verhaal
Dr. Benton is nog steeds herstellende van zijn operatie aan een blindedarmontsteking. Tevens heeft hij het nog steeds emotioneel moeilijk met de dood van dr. Gant. 
Dr. Greene probeert een patiënte met een falend hart op een transplantatielijst te krijgen, deze patiënt heeft ook het syndroom van Down. Hierdoor werd deze patiënte eerst geweigerd voor de transplantatielijst, maar door aandringen van dr. Greene wordt zij toch op de lijst gezet. 
Dr. Ross heeft nog steeds de patiënt met taaislijmziekte onder zijn behandeling. Hij wordt nu achttien jaar en mag dus nu zelf beslissen over een niet reanimeren verklaring te tekenen, dit doet hij dan ook meteen. Zijn gezondheid gaat snel achteruit en op het moment dat zijn lichaam het opgeeft kan dr. Ross door de verklaring niets meer doen, dit tot verdriet en woede van zijn moeder. 
Dr. Carter heeft een patiënte onder zijn hoede waarvan hij denkt dat zij serieus iets mankeert. Dr. Anspaugh is het hier niet mee eens en besluit haar te ontslaan, hij en dr. Carter krijgen hierover een flinke discussie.
Door aansporing van dr. Ross besluit Hathaway te proberen om toe gelaten te worden voor een opleiding geneeskunde.
Jeanie Boulet en haar man Al willen het samen weer proberen in een relatie.

## Rolverdeling

### Hoofdrol
- Anthony Edwards - Dr. Mark Greene
- George Clooney - Dr. Doug Ross
- Noah Wyle - Dr. John Carter
- Eriq La Salle - Dr. Peter Benton
- Laura Innes - Dr. Kerry Weaver
- Jorja Fox - Dr. Maggie Doyle
- Harry Lennix - Dr. Greg Fischer
- Sam Anderson - Dr. Jack Kayson
- Jami Gertz - Dr. Nina Pomerantz
- CCH Pounder - Dr. Angela Hicks
- Matthew Glave - Dr. Dale Edson
- Gloria Reuben - Jeanie Boulet
- Julianna Margulies - verpleegster Carol Hathaway
- Ellen Crawford - verpleegster Lydia Wright
- Yvette Freeman - verpleegster Haleh Adams
- Conni Marie Brazelton - verpleegster Connie Oligario
- Lily Mariye - verpleegster Lily Jarvik
- Laura Cerón - verpleegster Chuny Marquez
- Vanessa Marquez - verpleegster Wendy Goldman
- Dinah Lenney - verpleegster Shirley
- Suzanne Carney - OK verpleegster Janet
- Montae Russell - ambulancemedewerker Dwight Zadro
- Abraham Benrubi - Jerry Markovic
- Lisa Nicole Carson - Carla Reese

### Gastrol
- Deborah May - Mary Cain
- Veronica Cartwright - Norma Houston
- Clea DuVall - Katie Reed
- Chad Lindberg - Jad Houston
- Dawn McMillan - Samantha Ewing
- Marianne Muellerleile - Mrs. Jarnowski
- Rose Gregorio - Helen Hathaway
- Louise Latham - Mrs. Cupertino

en vele andere